# Ashram (album)
Ashram è l'album di debutto dell'omonimo gruppo musicale darkwave neoclassica italiano, pubblicato nel 2002 dall'etichetta discografica francese Prikosnovenie.
Il disco contiene 5 delle 7 canzoni presenti nel precedente demo d'esordio For My Sun.

## Tracce
1. Fairy Wind – 3:05
2. For My Sun – 3:25
3. Forever at Your Mercy – 4:06
4. Spirit of the Rising Moon – 4:05
5. Lucky's Song (My Dog) – 3:32
6. Nevermore Sorrow – 2:49
7. Horizons – 4:07
8. Forgive Me – 4:08
9. She's Fiddling – 3:34
10. Fragile – 3:21
11. Elisewin – 2:54
12. Oceans – 0:42
13. I've Lost Myself – 2:52
14. Sweet Autumn – 3:15
15. Silver Eyes – 14:02

## Formazione
- Sergio Panarella - voce, chitarra
- Luigi Rubino - pianoforte
- Edo Notarloberti - violino, pianoforte, chitarra

### Ospiti
- Leonardo Massa - violoncello
- Fulvio Gombos - contrabbasso